# Hibiscus thespesianus
Hibiscus thespesianus är en malvaväxtart som beskrevs av Henri Ernest Baillon. Hibiscus thespesianus ingår i Hibiskussläktet som ingår i familjen malvaväxter. Utöver nominatformen finns också underarten H. t. integrovatus.